# Stockholms Grosshandelssocietet
Stockholms Grosshandelssocietet bildades i Stockholm i början av 1700-talet.
Institutionen byggdes upp handelsparteringens tid, då köpmännen var indelade i olika "handelssocieteter", motsvarande hantverkets "ämbeten", varvid grosshandlarna bildade en odelad societet. Societeten var engagerad i grundandet av Frans Schartaus Handelsinstitut.
Societeten är numera (2009) belägen på Högalidsgatan 26-28, och delar årligen ut stipendier till studerande för utbildning inom handel och sjöfart och understödjer även äldre grosshandlare och deras anhöriga. Societeten delar även ut bidrag till maritima verksamheter i Stockholm, företrädesvis historiska, däribland briggen Tre Kronor af Stockholm.
Stockholms Grosshandelssocietet Administreras som en del av Stockholms Borgerskap.